# 凱萊·麥肯阿尼
凱萊·麥肯阿尼（英語：Kayleigh McEnany，1988年4月18日—）是美国政治评论员、律师和作家，自2020年4月起开始担任第31届白宫新闻秘书。她毕业于乔治敦大学和哈佛法學院。她的媒体职业生涯始于担任福克斯新闻“赫克比”（Huckabee）节目的制片人，后来担任CNN的评论员。2017年，她被任命为共和党全国委员会的国家发言人。 2020年4月7日，她被任命为川普政府的白宫新闻秘书。

## 早期生活
麦肯阿尼在佛罗里达州的坦帕出生、长大，是商业屋顶公司老板 Michael McEnany 和 Leanne McEnany 的女儿。麦肯阿尼曾在坦帕的一家私立天主教大学预科学校圣名学院就读，中学毕业后，进入华盛顿特区的乔治敦大学外交学院主修国际政治。她曾到牛津大学圣艾德蒙学堂学习，是后来成为英国影子内阁大臣尼克·托马斯-西蒙斯政治课的学生。从乔治敦大学毕业后，麦肯阿尼在迈克尔·赫克比节目中担任了三年的制片人。
从那以后，麦肯阿尼进入迈阿密大学法学院，然后又转入到了哈佛大学法学院。赫克比说“麦肯阿尼去法学院的其中一个原因是她没料到她将很快会有一个登上福克斯电台的机会”。在迈阿密大学法学院，麦肯阿尼因为卓越的表现被授予布鲁斯·温尼克（Bruce J. Winick）奖（一个向班级前1％的学生颁发的奖学金）。 2016年，她从哈佛法学院毕业。

## 职业生涯
作为一名大学生，麦肯阿尼曾在汤姆·加拉格尔、亚当·普特南和乔治·布什等几位政客手下实习，后来她在白宫通讯办公室撰写媒体简报。

### 媒体角色
在法学院期间，麦肯阿尼作为付费评论员出现在CNN上，起初她并不是唐纳德·川普的支持者，但她在2016年的总统大选中支持了唐纳德·川普。然而，2015年初，在成为川普支持者之前，麦肯阿尼对川普持高度批评态度，她在CNN和福克斯商业上宣称，“唐纳德·川普已经显示出自己是一个表演者”，称他为共和党人是“不幸的”和 “不真实的”。麦肯阿尼称川普对墨西哥移民的评论是 “种族主义”。在一次鸡尾酒会上，在接受了一家律师事务所的暑期实习生，也是民主党人迈克尔-马坎托尼奥（Michael Marcantonio）的建议后，她开始支持川普。马坎托尼奥告诉麦肯阿尼，“唐纳德·川普将成为你的提名人，如果 一个聪明的、年轻的、金发碧眼的哈佛毕业生想上电视，还想有一个政治评论家的职业，你最好能尽早成为支持者”。据《卫报》报道，她接受了这个建议。
2017年8月5日，麦肯阿尼离开了她在CNN的职位。第二天，她在川普个人脸书页面上主持了一个90秒的网络直播 《真实新闻更新》 （Real News Update）。在整个环节中她赞扬了总统，称自己为美国人民带来了“真实的新闻”。
麦肯阿尼的前雇主迈克·赫克比（Mike Huckabee）称她为“一丝不苟的研究者”和“胸有成竹者”。与她在CNN共事过的CNN评论员、自由派活动家范·琼斯（Van Jones）注意到了她在职业上的迅速成功，“我并不是要为信息传递辩护，但我希望人们能承认的是，在任何一个党派中，都很少有人能在这么短的时间内完成麦肯阿尼所取得的成就。人们一直在轻视她，也一直在后悔”。

### 共和党政治评论员
大学伊始麦肯阿妮就一直与共和党保持着密切的关系。她对奥巴马总统任期持批评态度，并在2012年发布几条推特质疑奥巴马的出生地，响应“奥巴马公民身份阴谋论运动”（"birther" conspiracy theorist movement）。2012年，麦肯阿妮在推特上提到奥巴马同父异母的哥哥，住在肯尼亚的马利克·奥巴马，她写道：“我是怎么遇到你哥哥的——算了，忘了他还在肯尼亚的小屋里。”

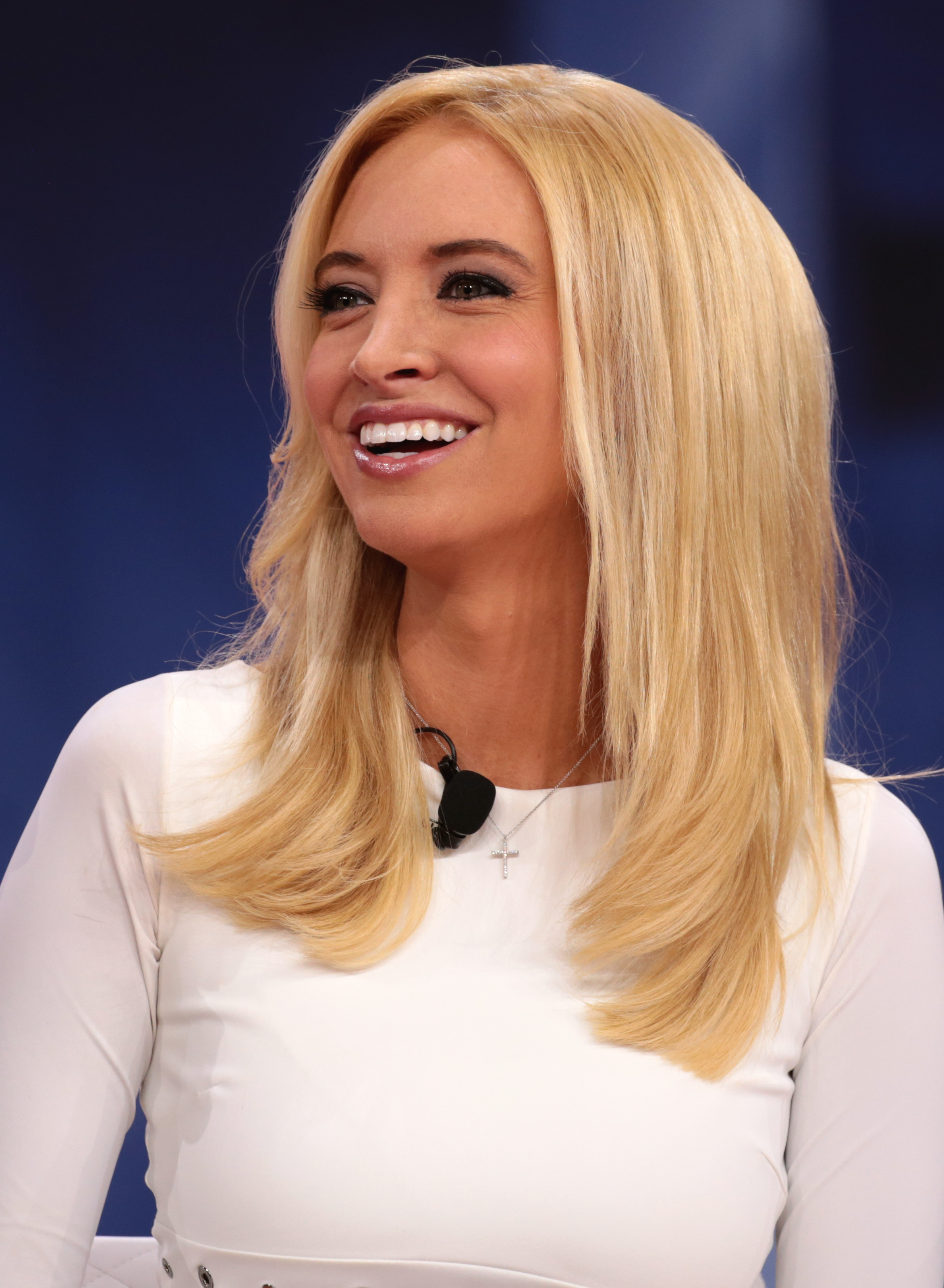
麦肯阿尼在马里兰州的国家港口举行的2018年保守党政治行动会议上发表讲话。

2017年，她回应关于川普总统去打高尔夫是伪善的说法，错误地声称2002年奥巴马总统在丹尼尔·珀尔被斩首时去打高尔夫球。其实那时奥巴马在珀尔遇害时只是个州议员，麦肯阿妮事后为这一言论道歉，指出奥巴马是在2014年另一名记者詹姆斯·佛利在叙利亚被伊斯兰国恐怖分子斩首后去打高尔夫球的。当时正在马萨葡萄园岛度假的奥巴马承认，他应该预料到在宣告佛利被斩首后去打高尔夫的媒体关注度。
2017年8月7日，共和党全国委员会（RNC）任命麦肯阿尼为其国家发言人。
2017年，作为RNC发言人，麦肯阿妮在两党对战中支持川普，以回应总统对弗吉尼亚州夏洛茨维尔市白人至上主义集会的评论，川普在评论中表示，白人至上主义者和反抗议者共同承担暴力责任；在一则推文中，麦肯阿妮写道，共和党支持总统 “爱和包容的信息”。
尽管川普的虚假和误导性声明都有迹可循，但2019年8月，麦肯阿妮对CNN的克里斯·古莫（Chris Cuomo）说：“我不相信总统撒了慌。”记者伊丽莎白·威廉姆森（Elizabeth Williamson）认为：“她对其上司的维护——以及对媒体的抨击——似乎不会被（川普）不断变化的叙事方式，破碎的逻辑和妄想症所打扰“。
在被任命为白宫新闻秘书之前几周，麦肯阿妮就称赞了川普对Covid-19疫情的处理方法，她说：“这位总统将永远把美国放在第一位，他将永远保护美国公民，我们不会看到像冠状病毒一样的疾病出现在这里，我们不会看到恐怖主义，这与可怕的奥巴马总统任期形成了鲜明对比，是不是让人耳目一新呢？” 3月11日在接受帕特·米勒节目(The Pat Miller Program) 的电台采访时，麦肯阿妮表示民主党人在尝试把冠状病毒“政治化”，他们几乎是在为这个结果加油打气。
在接下来的几周里， 麦肯阿尼因她的言论而受到批评。《今日美國》一篇文章的作者格兰特·斯特恩（Grant Stern）说: “凯莱·麦肯阿尼是带着有关新冠病毒话题的另类事实进入白宫的。世界上其他国家都把这些所谓的实事当作是谎言。”麦肯阿尼回应说这些批评“荒诞不经”。
2021年3月，麥肯阿尼擔任福斯新聞節目Outnumbered的共同主持人。

### 白宫新闻秘书
2020年4月马克·梅多斯接替麥克·馬瓦尼出任白宫办公室主任后，梅多斯的第一个人事变动是在2020年4月7日聘请麦肯阿尼担任白宫新闻秘书，此人事任命于次日正式宣布 。自2019年6月起就身兼白宫新闻秘书和白宫通讯主任二职的斯蒂芬妮·格里沙姆（Stephanie Grisham）则成为美国第一夫人梅拉尼娅·特朗普的幕僚长和发言人。
美联社写道，麦肯阿尼上任两个月以来，她从第一次新闻发布会就明确表示，“她愿意为老板对自己的看法以及他最公然的错误陈述辩护”。
2020年4月，麦肯阿尼为川普关于世界卫生组织表现出“明显偏向中国”的说法进行辩护，并称世卫组织通过“重复中国在冠状病毒大流行期间兜售的不准确说法”和“反对美国拯救生命的旅行限制”，将美国人置于危险之中。
当川普因在新闻发布会上提出冠状病毒可以通过注射消毒剂来治疗而受到专家批评时，麦肯阿尼说，总统的言论被断章取义。川普后来说他是在问一个讽刺性的问题，尽管他的发言中没有任何迹象表明他在开玩笑。

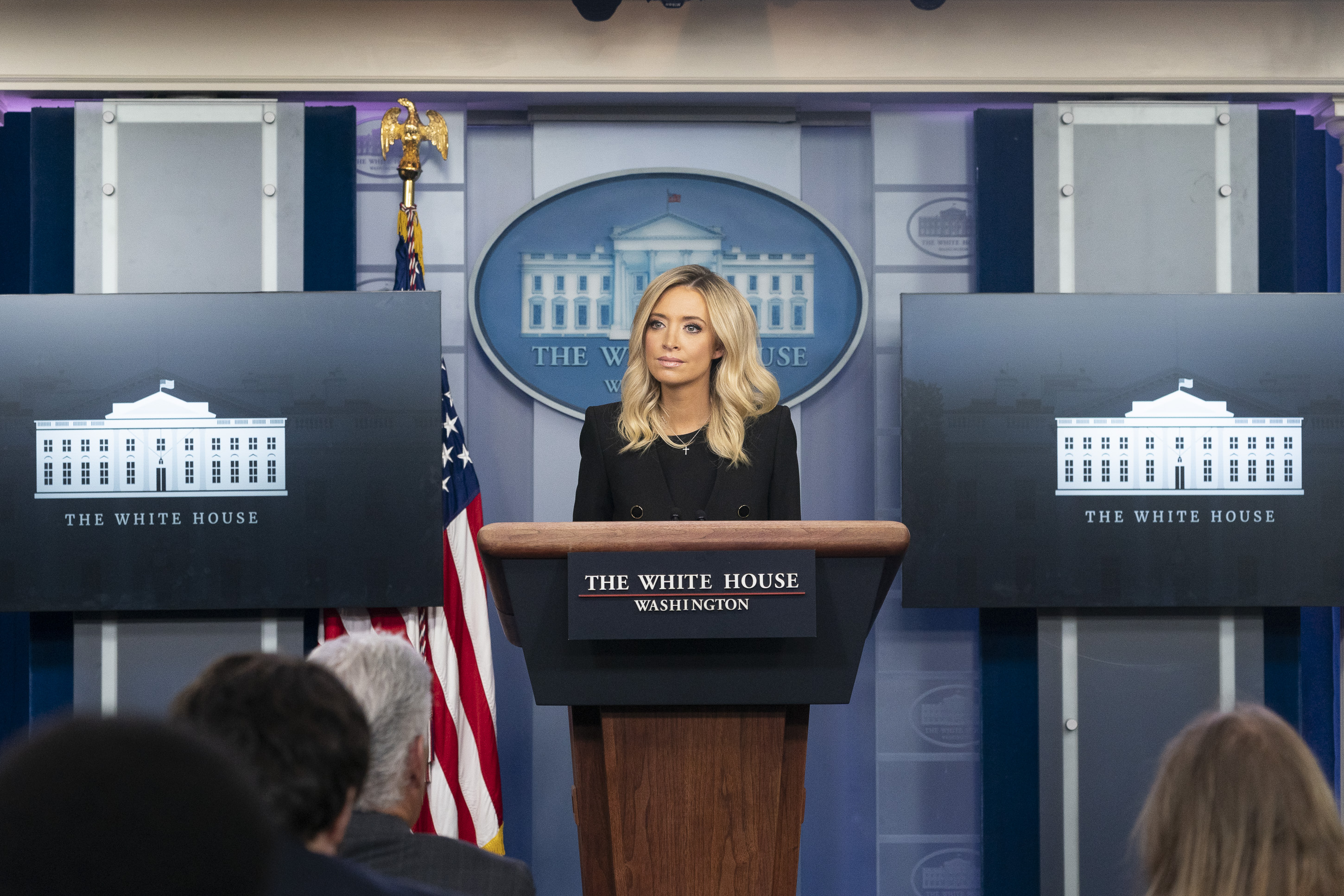
麦肯阿尼在2020年5月的新闻发布会上

2020年5月1日，作为首次公开新闻发布会的一部分，麦肯阿尼被美联社记者问道：“你能保证永远不在那个讲台上对我们撒谎吗？”麦肯阿尼答道：“我将永远不会对你们撒谎，我向你们保证”。关于川普应对冠状病毒大流行的问题，她称：“这位总统一直站在数据的一边”。对于川普性行为不端的指控，麦肯阿尼说，“他总是说实话”。
2020年5月8日，在有报道称白宫 “搁置”发布 COVID-19 社会重新开放指南的情况下，麦肯阿尼表示，该指南尚未得到美国疾病控制和预防中心（CDC）主任罗伯特·雷德菲尔德（Robert Redfield）的批准。在美联社报道雷德菲尔德此前批准发布指南后，雷德菲尔德亲自处理了这一问题，称文件仍处于“草案形式”，发布的目的是“机构间审查”，而非公开传播。同一星期，奥巴马在与他执政期间的政府成员的私人通话时，将川普政府应对冠状病毒危机的做法描述为“绝对混乱的灾难”。麦肯阿尼第二天作出回应，向CNN提供了一份声明，声称恰恰相反，“应对措施是前所未有的，拯救了美国人的生命”。
2020年5月，麦肯阿尼为川普关于乔·斯卡伯勒指示谋杀的不实指控辩护，声称没有提供任何证据支持这一指控。同年五月，麦肯阿尼为川普关于邮递投票危险性的说法辩护，重复了总统关于邮递投票“有很高的选民欺诈倾向”的不准确说法。麦肯阿尼本人在过去10年内曾11次通过邮寄投票。
2020年6月，她为川普政府使用烟雾弹、胡椒球、防暴盾牌、警棍、骑马的官员和橡皮子弹强行驱离和平抗议者的决定辩护，以便川普能够在华盛顿拉斐特广场圣约翰主教教堂前进行拍照。她将川普的行动比作二战期间温斯顿·丘吉尔走街串巷勘察炸弹破坏情况的行动。当川普政府前国防部长詹姆斯·马蒂斯将军谴责川普的行动时，麦肯阿尼将马蒂斯的评论描述为“只不过是为了安抚华盛顿特区精英的自我宣传噱头”。

## 个人生活
2017年11月，麦肯阿尼与坦帕湾棒球队投手尚恩·吉尔马丁（Sean Gilmartin）结婚。 2019年11月出生，他们的女儿布莱克出生。由于乳腺癌易感基因（BRCA）突变，使她极有可能患乳腺癌，因此麦肯阿尼在2018年接受了预防性双乳切除手术。
2020年10月5日，麥肯阿尼在 Twitter 上宣布自己確診2019冠狀病毒病，將會開始接受隔離和治療並遠距離辦公。

## 图书
- 《新美国革命：平民主义运动的形成》（2018）[46]